# Ellijay
Ellijay är administrativ huvudort i Gilmer County i Georgia. Enligt 2010 års folkräkning hade Ellijay 1 619 invånare.

## Kända personer från Ellijay
- John Davis, utövare av amerikansk fotboll